# Proyecto de Constitución Federal del Estado Asturiano
El proyecto de Constitución Federal del Estado Asturiano fue obra de los miembros asturianos del Partido Republicano Federal en 1883 siendo aprobada ese mismo año en la asamblea regional del partido. Se trataba de la propuesta constitucional de dicho partido para el "Estado Asturiano" integrado en la República Federal Española. El texto permaneció desaparecido por más de un siglo y no volvió a salir a la luz hasta abril de 2009 gracias al historiador gijonés Sergio Sánchez Collantes, quien encontró un ejemplar.

(Para leer el texto constitucional completo diríjase al mismo artículo de la Wikipedia en Asturiano)